# Dahir
Se conoce como dahir (en árabe, ظهير ẓahīr, pronunciado ḍahīr en árabe marroquí) a los decretos emitidos por el rey de Marruecos.
Sin embargo, en el ámbito del Protectorado español, los Dahir eran dictados por el Jalifa -a propuesta del Alto Comisario español-, en su condición de representante en el territorio del Sultán, pues este residía en el Protectorado francés.

## Principales dahires
- 1913 día 12 de agosto. Sobre el procedimiento criminal.
- 1930 día 16 de mayo. Adaptación de la justicia bereber (más conocido como dahir bereber.)
- 1956 día 16 de mayo. Creación Dirección General de Seguridad.
- 1960 día 23 de junio. Organización comunal.
- 1963 día 12 de septiembre. Organización de prefecturas y provincias.
- 1963 día 13 de noviembre. Sobre la enseñanza.
- 1971 día 16 de junio. Organización de las regiones en Marruecos.
- 1976 día 30 de septiembre. Organización comunal.
- 1997 día  2 de abril. Descentralización: reorganización en 16 regiones.
- 2002 día  3 de octubre. "Charte" comunal.

- Datos: Q3011948
- Multimedia: Moroccan Dahir / Q3011948